# 長崎県道路公社
長崎県道路公社（ながさきけんどうろこうしゃ）は、長崎県を設立団体とする地方道路公社。1977年（昭和52年）2月1日設立。

## 管理する道路
| 路線名                   | 全長   | ETC 整備状況 | 備考                         |
| ------------------------ | ------ | ------------ | ---------------------------- |
| 川平有料道路             | 4.7 km | ○            | 長崎バイパスに接続           |
| 西海パールライン有料道路 | 5.0 km | ×            |                              |
| ながさき出島道路         | 3.4 km | ○            | 長崎自動車道（長崎IC）に接続 |
| ながさき女神大橋道路     | 1.9 km | ×            |                              |

凡例
- ○ : 全線にわたって整備済み
- × : 整備料金所なし
- ※ながさき出島道路のETCは長崎道→ながさき出島道路直通車のみ対応だったが、2018年（平成30年）12月1日より全料金所整備完了
- ※川平有料道路は2008年（平成20年）10月1日より全線ETC対応

## かつて管理していた道路
- 松浦バイパス有料道路 : 2006年（平成18年）4月1日 無料開放
- 国見有料道路 : 2007年（平成19年）11月30日 無料開放
- 平戸大橋有料道路 : 2010年（平成22年）4月1日 無料開放
- 生月大橋有料道路 : 2010年（平成22年）4月1日 無料開放
- 大島大橋有料道路 : 2011年（平成23年）4月1日 無料開放
- 矢上大橋有料道路 : 2012年（平成24年）4月1日 無料開放